# Necrópolis de los nobles (Amarna)
| Plano de Ajetatón |
| Valle Real Tumba Real Uadi sur Altares Necrópolis de los nobles (norte) Estela U Necrópolis de los nobles (sur) Necrópolis de los artesanos Ciudad |

La necrópolis de los nobles en Amarna, está situada entre la capital Ajetatón y el Valle Real, y allí se encuentran las tumbas de algunos de los cortesanos de la época, correspondiente a la dinastía XVIII y el reinado de Ajenatón y sus sucesores. 
Las tumbas se dividen en dos grupos, y están situadas en los acantilados situados frente a la ciudad de Ajetaton, al norte y al sur de la ciudad. En total se han encontrado veinticinco tumbas, de las que muchas están decoradas espléndidamente e incluyen los nombres de sus propietarios, algunas son pequeñas y sin terminar, otras modestas y sin pretensiones. Cada una parece reflejar la personalidad del propietario original.  El arqueólogo Norman de Garis Davies publicó los resultados de las excavaciones en la obra fundamental Rock Tombs of El Amarna entre 1903 y 1908.
Algunas de las tumbas fueron abiertas en la antigüedad, y se han utilizado indistintamente como sepulturas durante la dinastía Ptolemaica, almacenes, viviendas e iglesias coptas.

## Cementerio norte
En esta zona hay seis tumbas, situadas en el noreste de la llanura desértica entre las estelas U y V, en la base de un acantilado de unos 85 metros. El acantilado está cortado por un uadi, dividiendo las tumbas en dos grupos: las numeradas del tres al seis se encuentran al sur, el resto al norte del uadi. Todas han sido protegidas por puertas de hierro. Se iniciaron varias tumbas más, pero nunca se terminaron y no han recibido un número de registro ni se han cerrado.

### Tumbas
TA1

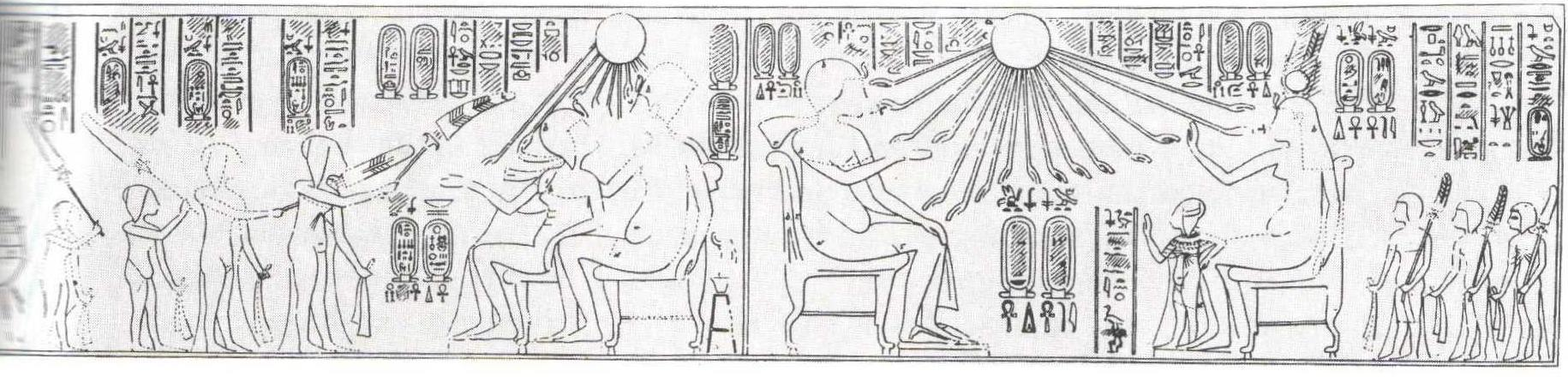
La familia de Ajenatón en la tumba TA1.

Tumba de Huya, un noble egipcio que fue el Supervisor de la Casa de la Reina, Jefe del Tesoro y Jefe de la Cámara, todos títulos asociados con la Reina Tiy, madre de Ajenatón. Sus restos nunca han sido identificados; la tumba contenía una gran cantidad de material sobre la familia real y el culto a Atón, entre el mismo una copia del Himno a Atón.
TA2
Tumba de Merira II, superintendente de la Gran Esposa Real Nefertiti, que llevaba los títulos de Escriba Real, Mayordomo, Supervisor de los Dos Tesoros y Supervisor de la Casa Jeneret de Nefertiti. Situada en la parte norte del valle, está prácticamente destruida, pero quedan restos de decoración y en ellos figua la fecha de la última aparición de la familia real, el segundo mes del año duodécimo de su reinado.
TA3
Tumba de Ahmes o Ahmose, Escriba verdadero del Rey, Portador del Abanico a la derecha del Rey, Supervisor de las tierras de Ajenatón. 
TA4

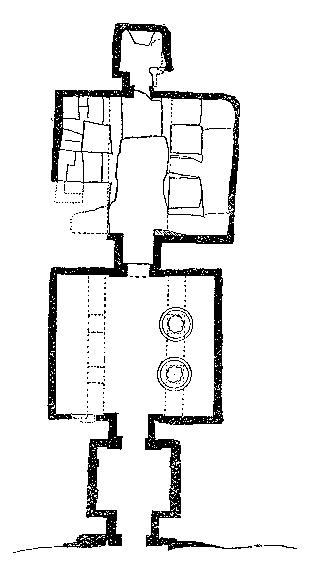
Plano de la tumba TA4.

Tumba de Merira, padre de Merira II, también llamado Merira I. Al igual que muchas de estas tumbas, está incompleta. Si se hubiese terminado, habría sido la mayor de las tumbas de los nobles. Más tarde fue reutilizada como iglesia copta.
La entrada a la tumba fue decorada con inscripciones sobre la familia real y Atón. Esta decoración parte ha sido destruida, y parte oculta por las puertas colocadas a la entrada como medida de protección. 
Originalmente, la antecámara estaba pintada, pero ha sido destruida en su mayor parte. El interior de las puertas estaban decoradas con el Himnos a Atón, y com Merira haciendo ofrendas. La antecámara muestra a Merira con ofrendas a Ajenatón, y tiene cartuchos con los nombres de Ajenatón, Nefertiti y Atón. En las jambas de la puerta están inscritas oraciones funerarias dirigidas a Ajenatón y Atón. La entrada de la antesala a la sala exterior está decorada con el Himno a Atón abreviado, y muestra a Tenre, esposa de Merira, haciendo ofrendas al disco solar. 
TA5
Tumba de Pentu, aunque probablemente nunca fue utilizada. Pentu era Escriba Real, El primero tras el Rey y Jefe de los sevidores de Atón en el lugar de Atón en Ajetatón. Estos títulos muestran que era un noble poderoso. Era también el Jefe de los médicos de Ajenatón, pero parece ser que sobrevivió a los trastornos del final del período de Amarna y sirvió en la corte de Ay, después de haber sido chaty bajo Tutanjamón.
La tumba tiene forma de cruz, con un largo pasillo exterior y una amplia sala trasversal, que contenía el sarcófago, el ajuar y una capilla funeraria, todo ello ahora destruido. Sólo la parte exterior de la sala está decorada. 
TA6
Tumba de Panehesy, que era Jefe de los servidores de Atón en el Templo de Atón en Ajetatón, Segundo Profeta del Señor de las Dos Tierras, y Portador del Sello del Bajo Egipto. Estos títulos muestran a otro noble poderoso, cuyos restos no han sido encontrados. 
Su casa se ha localizado en las ruinas de Ajetatón, estaba situada en la zona principal de la ciudad, a espaldas del Camino Real. En esta casa había un gran santuario con representaciones de Ajenatón, Nefertiti, y la princesa Meritatón haciendo ofrendas a Atón. 
Originalmente era una tumba de dos salas, cada una con cuatro columnas. Fue reutilizada como iglesia copta y la modificación dañó la decoración original, que contiene escenas familiares de Paneshy con su familia y otras que muestran a la familia real.

## Altares solares
A poca distancia al oeste y al norte del cementerio norte se encuentran los restos de tres grandes altares solares construidos con adobe en forma de plataformas con rampas. La razón de su ubicación no está clara. Su relación con una antigua carretera que conduce a las tumbas de la zona norte parece señalar que eran para beneficio de los enterrados en ellas.

## Cementerio sur

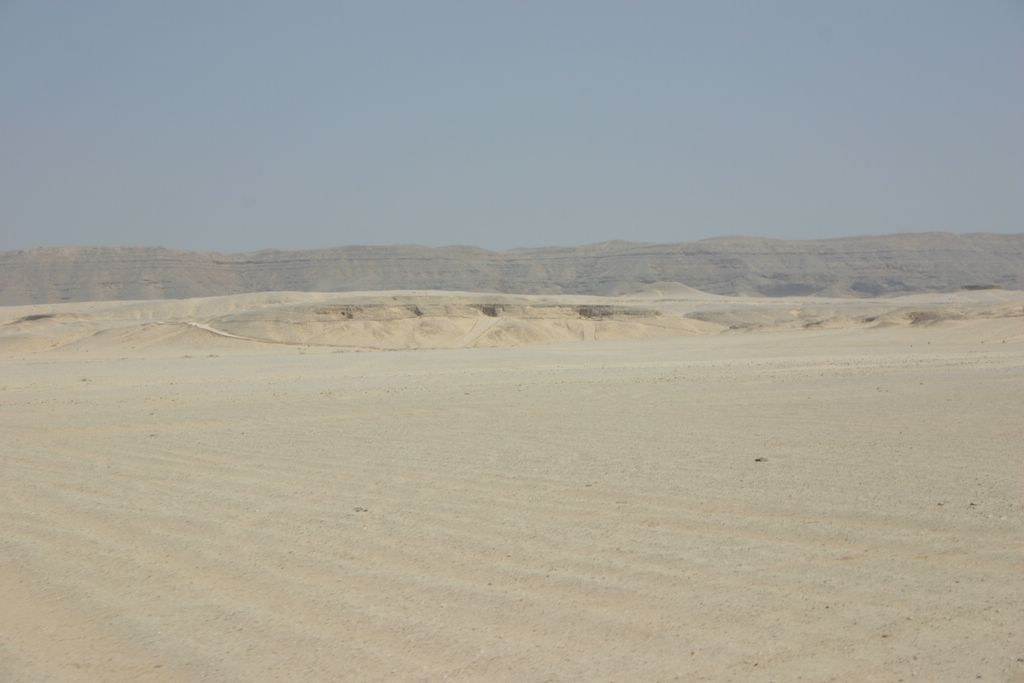
Cementerio sur.

Es el mayor de los dos, y contiene diecinueve tumbas numeradas del 7 al 25. Están en el flanco de una meseta baja delante de un acantilado, donde la roca es de muy mala calidad. Sin embargo, está delante de la principal zona residencial de la ciudad. Las tumbas pertenecía a una gama de funcionarios más amplia que las del norte, desde un jefe de policía (TA9), a Ay, futuro faraón (TA25). El diseño de las tumbas es también más variado, y muchas de ellas fueron utilizadas en épocas posteriores. Se han encontrado en el lugar restos de cerámica, la mayoría datados entre las dinastías XXV y XXX.
Junto a este cementerio se ha encontrado recientemente el de los trabajadores y artesanos. Este cementerio popular está siendo estudiado por Barry Kemp y Pamela Rose.

### Tumbas
TA7
Tumba de Parennefer, que fue asesor de Ajenatón antes de que ascendiera al trono y en épocas posteriores sirvió como su Mayordomo de su Alteza Real, un cargo que lo puso en íntimo contacto con el rey. Sus títulos incluyen los de Portador de la copa del Rey, Lavador de manos del Rey, Jefe de los artesanos y Supervisor de todas las obras en la Mansión de Atón. Fue fundamental en la imposición de «estilo de Amarna», en la arquitectura.
Parennefer parece haber tenido dos tumbas construidas por él, una inconclusa en Tebas, (TT188), que fue precursora de las tumbas de Amarna. En la tumba TA7 se muestra al faraón recompensando a Parennefer con collares de oro.
TA8
Tumba de Tutu, Chambelán, Servidor Jefe de Neferjeperura Uaenra (nombre de Nesut-Bity de Ajenatón) en ... (texto dañado) ... del Templo de Atón en Ajetatón, Supervisor de todas las obras de Su Majestad, Supervisor de la plata y el oro del Señor de las Dos Tierras, etc. 
TA9
Tumba de Mahu, Jefe de policía de Ajetatón. En ella hay bajo relieves que le muestran al frente de sus hombres, acompañando al carro del faraón.
TA10
Tumba de Ipy, Escriba Real, Administrador.
TA11
Tumba de Ramose, Escriba Real, Comandante de las tropas del Señor de las Dos Tierras, Administrador de Nebmaatra (nombre de Nesut-Bity de Amenhotep III). Quizá sea el chaty de Amenhotep III Ramose, que fue finalmente enterrado en la tumba TT55 de la necrópolis tebana.
La tumba es pequeña y la sala principal está sin decorar. La puerta de entrada muestra a Ramose recompensado por Ajenatón, junto con escenas que muestran Nefertiti y Meritatón.
TA12
Tumba de Nejtpaatón, muestra los títulos de Príncipe, Canciller y Chaty. 
TA13
Su propietario fue Neferjeperuhesejeper, Alcalde de Ajetatón.
TA14
Tumba de May, Portador del Abanico a la derecha del Rey, Escriba Real, Escriba de los soldados, Administrador de la casa de Sehetep Atón, Administrador de la casa de Uaenra en Iunu (Heliópolis), Capataz del ganado de la finca de Ra en Iunu, Supervisor de todas las obras del Rey y General del Señor de las Dos Tierras.
TA15
Tumba de Suti, Portador del estandarte de Neferjeperura (Ajenatón).
TA16
No tiene decoración y por lo tanto ningún indicio de quién era el propietario. Sin embargo contiene una atractiva y delicadamente tallada cámara con columnas casi completamente terminada. 
TA17
No se conoce al propietario.
TA18
No se conoce al propietario.
TA19
Tumba de Satau, Supervisor de la tesorería del Señor de las Dos Tierras.
TA20
No se conoce al propietario.
TA21
No se conoce al propietario.
TA22
No se conoce al propietario.
TA23
Tumba de Any, que tenía, entre otros, los títulos de Escriba Real, Escriba supervisor de la mesa de ofrendas de Atón, Supervisor de la hacienda de Aajeperura (Amenhotep II).
El diseño del corredor de la tumba se asemeja a algunos del grupo norte. Tiene dos pórticos sin terminar a ambos lados de la puerta, y su decoración es la mínima posible. 
TA24
Su propietario es Paatenemheb, Escriba Real, Supervisor de los soldados del Señor de las Dos Tierras, Supervisor del Señor de las Dos Tierras.
TA25

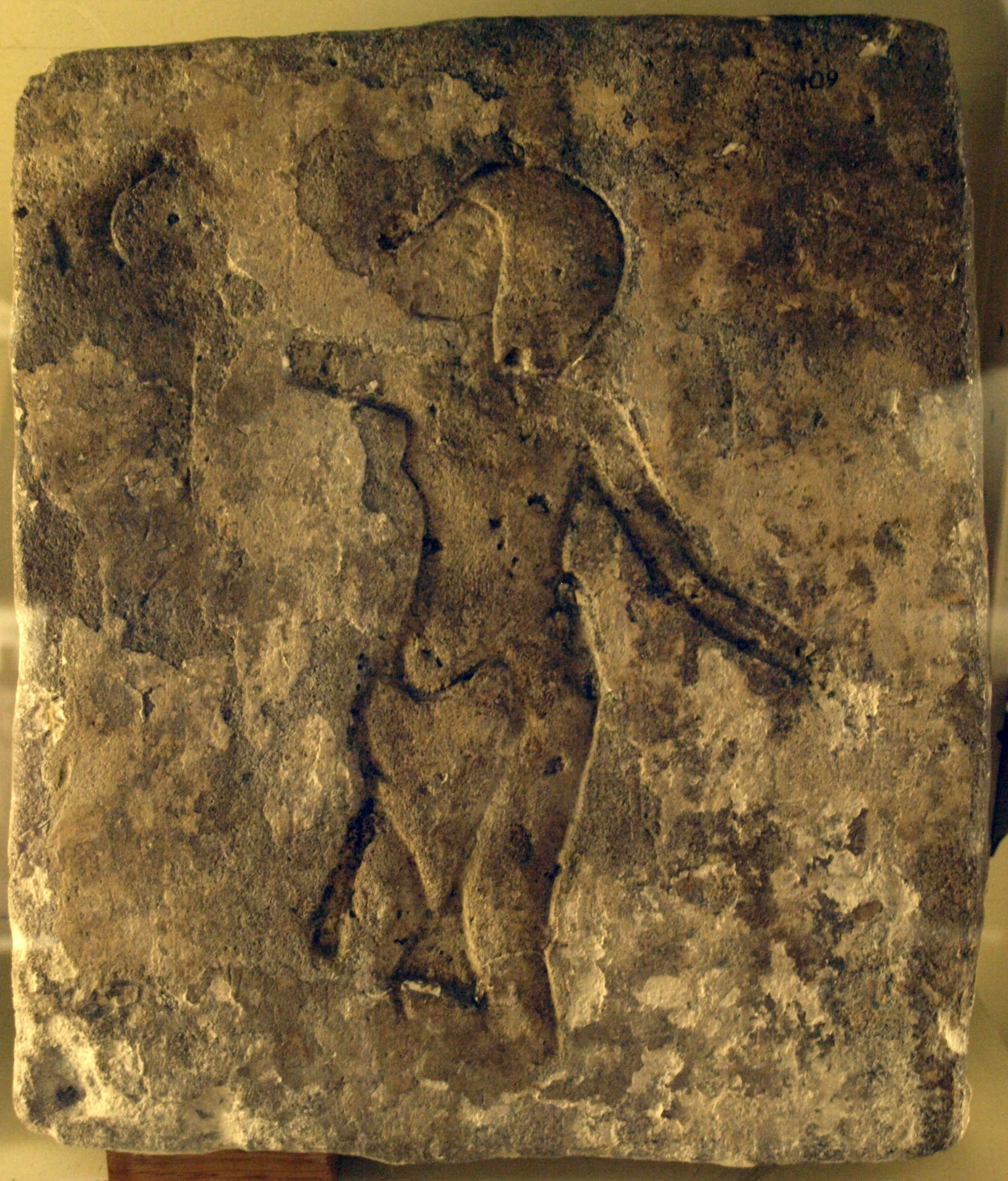
Relieve de la TA25, probablemente parte de un grupo de bienvenida a Ay.

Tumba de Ay, probable padre de Nefertiti y futuro faraón, Padre del Dios (el faraón), Portador del abanico a la derecha del Rey, Supervisor de la caballería de Su Majestad, etc. La tumba nunca fue terminada, y más tarde Ay fue enterrado en la zona occidental del Valle de los Reyes, en Tebas. 
Está sólo parcialmente tallada en la roca, y únicamente está completa la primera parte de la sala de columnas. La tumba contiene descripciones de Ay recibiendo premios entregados por Ajenatón y Nefertiti, y una versión del Himno a Atón.

### Citas
1. ↑  «Guide Book, Northern tombs» (en inglés). Consultado el 20 de agosto de 2009.
2. ↑  The Amarna Project. «North Tombs» (en inglés). Consultado el 20 de agosto de 2009.
3. ↑  Rice: op. cit., pág. 73.
4. ↑  Allen, James H. «The Amarna Succession» (en inglés). p. pág. 6. Consultado el 20 de agosto de 2009.
5. ↑  Cerny: op. cit., cap. 4.
6. ↑  Amarna North Tomb 6 (en inglés)
7. ↑  Aayko Eyma, ed., A Delta-Man in Yebu: Occasional Volume of the Egyptologists' Electronic Forum No. 1, pág 35.
8. ↑  Journal of the Manchester Egyptian and Oriental Society (1935) editado por Manchester Egyptian and Oriental Society, Manchester University Press, pág. 19.
9. ↑  Robins y Fowler: op. cit., pág. 60.
10. ↑  Robins y Fowler: p. cit., pp. 130 y ss.
11. ↑  Hari: op. cit., pág. 24.
12. ↑  The Amarna Project. «South Tombs» (en inglés). Consultado el 20 de agosto de 2009.
13. ↑  BBC. net (2007). «The Pharaoh's Lost City» (en inglés). Archivado desde el original el 16 de agosto de 2009. Consultado el 24 de agosto de 2009.
14. ↑  The Amarna Project. «South Tombs Cemetery» (en inglés). Consultado el 24 de agosto de 2009.
15. ↑  Rice: op. cit., pág. 146.
16. ↑  Arnold: op. cit., pág. 171.
17. ↑  Molyneaux: op. cit., pág. 118.
18. ↑  Davis:op. cit.